# Matevž Derenda
Matevž Derenda, slovenski pevec; 23. marec 1996, Brežice, Slovenija.
V Brežicah je končal nižjo glasbeno šolo klavirja in teorije. Leta 2016 je začel sodelovati z glasbeno skupino Rockdefect, ki igra bivšo jugoslovansko in slovensko rockovsko glasbo. Leta 2017 je začel igrati v muzikalu Vesna, leta 2018 pa še v muzikalu Briljantina. Leto kasneje je igral še v muzikalu Druščina v Radomljah. Istega leta je s skupino Soulution izdal dve pesmi, »Naj ne čakam te« in »Eno«. Trenutno je član slovenske glasbene skupine Booom!, ki je nastala leta 2020 iz skupine Soulution in jo sestavljata še Luka Cvetičanin in Patrik Mrak. Širši slovenski javnosti so se predstavili leta 2021 v oddaji Slovenija ima talent. Leta 2023 so s skladbo »Portoroško sonce« nastopili na Melodijah morja in sonca in zasedli drugo mesto, prejeli pa so nagrado Danila Kocjančiča za najobetavnejšega izvajalca. Leta 2024 je skupina nastopila na nacionalnem evrovizijskem izboru v San Marinu, kjer je s skladbo »Dance Like This« osvojila peto mesto.

## Zasebno
Njegova mati je znana slovenska pevka Nuša Derenda.